# 水痘・帯状疱疹ウイルス
水痘・帯状疱疹ウイルス（すいとう・たいじょうほうしんウイルス、英語: varicella zoster virus）は、ヘルペスウイルス科バリセロウイルス属に属するDNAウイルスである。水痘、帯状疱疹の病原体。

## 構造
DNAウイルスのヘルペスウイルス科に属するウイルスの一種で、学名はHuman herpesvirus 3 (HHV-3)。ヘルペスウイルス科の中ではα-ヘルペスウイルス亜科に属し、同じ亜科に属する単純ヘルペスウイルス1型（口唇ヘルペス）及び2型（性器ヘルペス）とは類似点が多い。

## 臨床像
ヒトに対して水痘（Varicella）と帯状疱疹（Zoster）を引き起こす。初感染時に水痘を引き起こす。治癒後の非活動期は神経細胞周囲の外套細胞に潜伏しており、何らかの原因で免疫力が低下するとウイルスが再び活性化し、帯状疱疹を引き起こす。

## 診断
水痘、帯状疱疹ともに診断は皮膚における特徴的な発疹によって行われる。典型例では実験室診断は必要ない。

## 治療
ヘルペスウイルスなので、アシクロビル、バラシクロビル、ファムシクロビル、アメナメビルが有効。水痘、帯状疱疹とも同容量を使用する。また、水痘ワクチンも有効であり、重篤な感染を引き起こす可能性がある白血病児には、生ワクチンを投与することもある。

## 予防

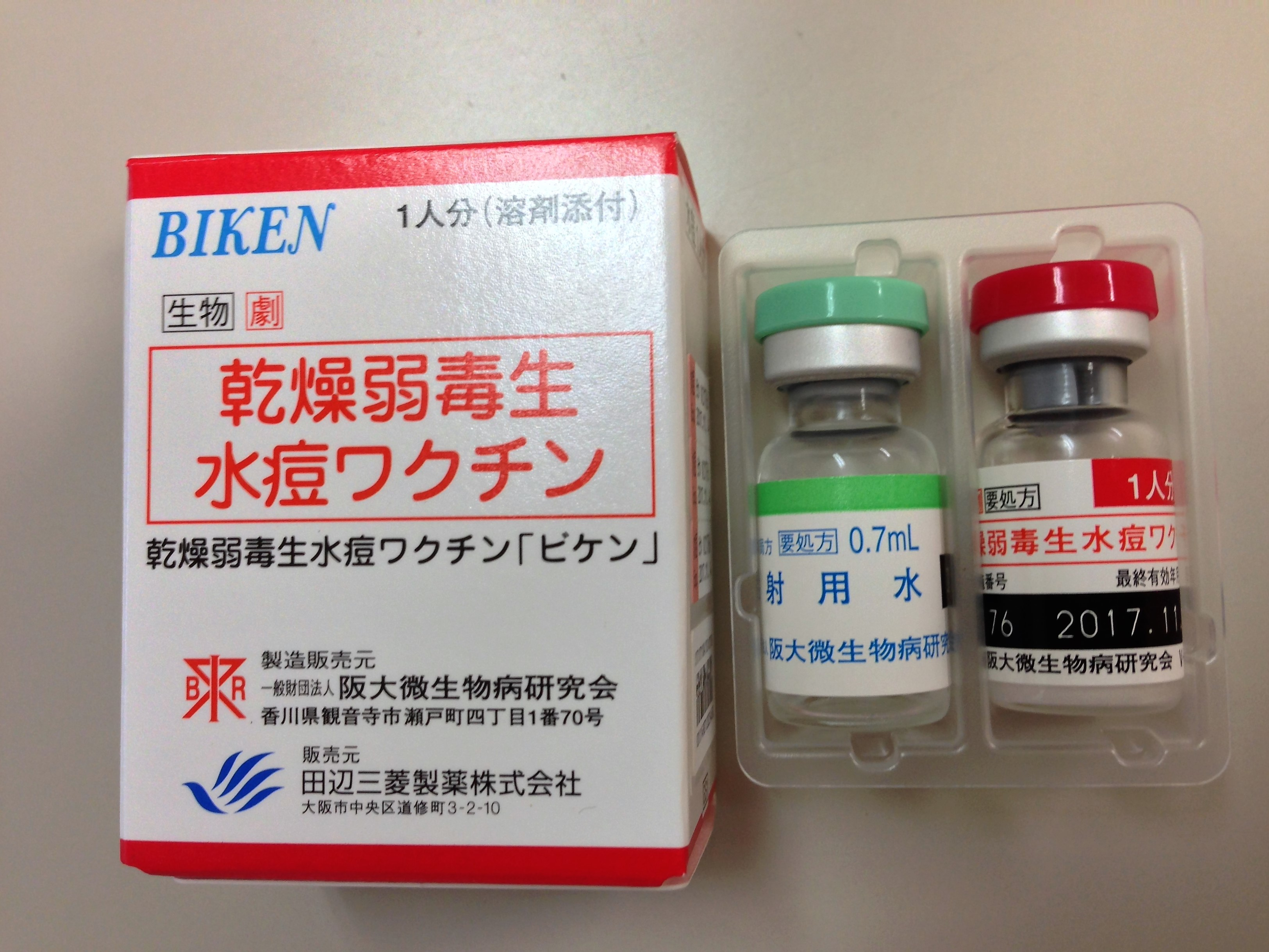
水痘ワクチン・帯状疱疹ワクチン

### 水痘
日本では長く任意接種であったが、2014年より定期接種となった。1歳になってから間隔をあけて2度の接種を行う。

### 帯状疱疹
2006年、アメリカ合衆国では60歳以上の人へ、帯状疱疹予防目的で帯状疱疹ワクチン（Zostavax）が開発され、投与が推奨された。2011年にはFDAが適応範囲を50歳以上に拡大し、より広い年代への接種を勧めた。若い人ほどワクチンの効果は強く、60歳代なら70%近い減少効果があるが、80歳代になると18％の減少効果となる。また帯状疱疹後神経痛のリスクを6割減少させることが出来る。ワクチンの効果は漸減傾向があり、5年経過以降についての効果については未確認である。
日本でも、2016年より50歳以上の方への帯状疱疹予防目的でのワクチン投与が認可された。日本でZostavaxは認可されていないので、小児用の水痘用生ワクチン「ビケン」が転用されている。2020年1月より、帯状疱疹サブユニットワクチン「シングリックス（Shingrix）」が認可・流通している。